# Batesford
Batesford es una localidad australiana situada en el estado de Victoria. Según el censo de 2021, tiene una población de 1141 habitantes.
Está dividida entre las áreas de Gobierno local (LGA) de City of Greater Geelong y Golden Plains Shire.

## Geografía
La localidad, perteneciente al estado de Victoria, está ubicada junto al río Moorabool, cerca de Geelong y al oeste de Melbourne.

## Historia
A finales del siglo XIX, el lugar tenía contabilizada una población de 180 habitantes.